# Dropull
Dropull (på albanska Dropull med böjningsformen Dropulli; på grekiska Δρόπολις, Dropolis) är en kommun och en region med en stor grekisk befolkning i prefekturen Gjirokastra i Albanien. Kommunen bildades 2015 genom sammanslagningen av kommunerna Dropull i Poshtëm, Dropull i Sipërm och Pogon. Kommunen hade 3 503 invånare (2011) på en yta av 466,67 km². Kommunens centralort är Sofratika.
Den sträcker sig från söder om staden Gjirokastra till den grekisk–albanska gränsövergången utmed floden Drino. Byarna i kommunen är del av grekisk minoritetszon som erkänns av regeringen i Albanien, där en majoritet av befolkningen är greker.
Under Romarriket låg i kommunen en ort som kallades Hadrianoupolis, döpt efter den romerska kejsaren Hadrianus. Den låg nära dagens Sofratika, med ett strategiskt läge utmed floden Drino 11 kilometer söder om Gjirokastra. På 500-talet flyttade Justinianus I orten 4 kilometer sydost nära dagens Peshkëpi för att ge bosättningen ett säkrare läge. 
Enligt bysantinska källor hänvisas orten också till som Ioustinianoupolis. Idag är fortfarande rester av befästningarna synliga, liksom en medeltida ortodox kyrka.
På 1000-talet fick orten namnet Dryinoupolis, ett namn som möjligen härstammar från dess tidigare namn eller från den närliggande floden. Från 400-talet var orten även ett biskopsdöme, inledningsvis som en del av Nikopolis, Naupaktos och senare Ioannina. 
Biskopsdömet inkluderade regionen i moderna sydvästra Albanien och från 1500-talet var dess centra Gjirokastra.
I slutet av 1800-talet emigrerade många invånare till USA. Sedan 1913 hör regionen till det självständiga Albanien.

## Byar

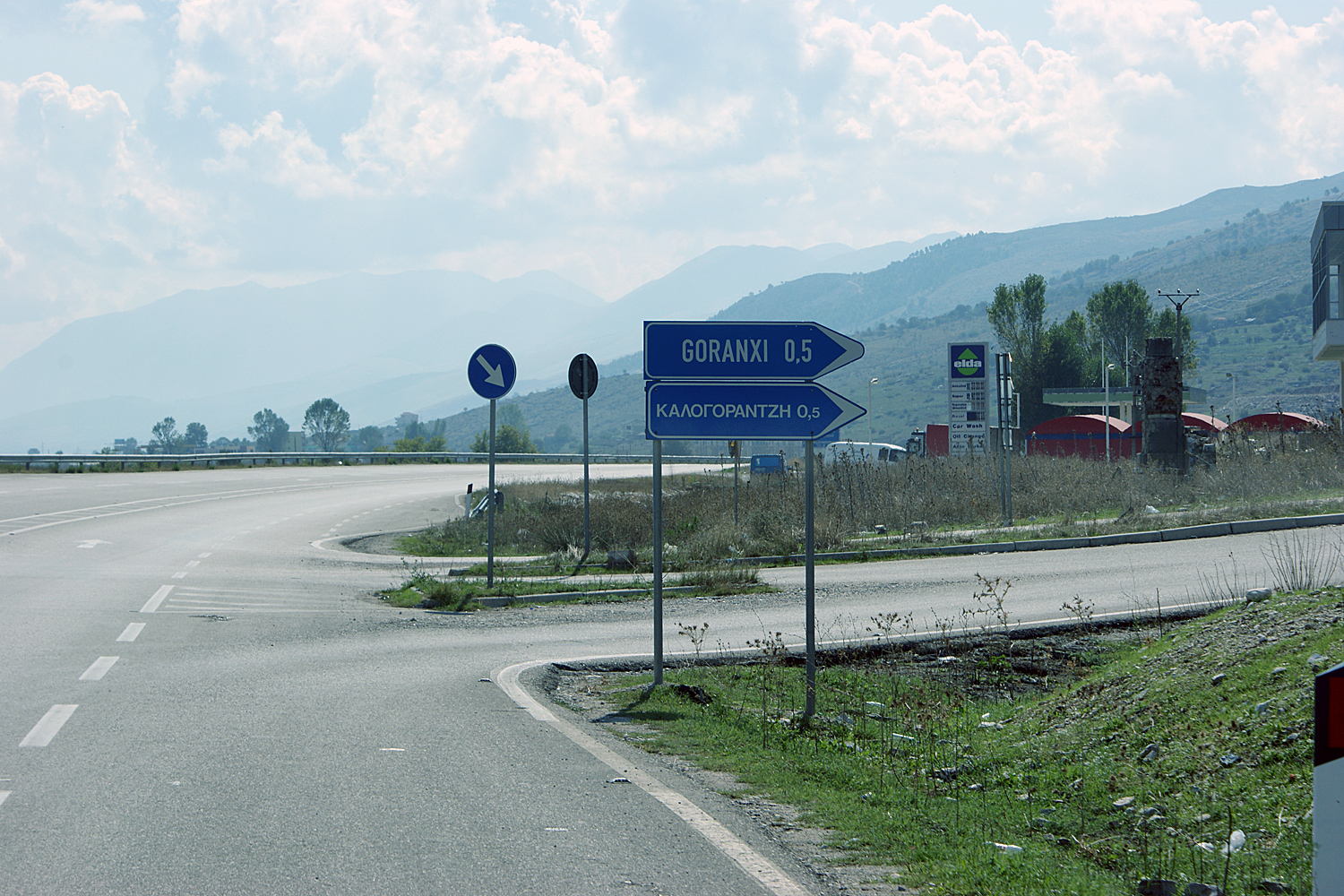
Tvåspråkig vägskylt på albanska och grekiska vid Goranxi.

Några byar som ingår i kommunen är:
| - Bullarat - Derviçan - Dhuvjan - Glina |  | - Goranxi - Jorgucat - Peshkëpi - Sofratika (centralort) |  | - Sotira - Zervat |  |